# Afrikansk svømmerikse
Afrikansk svømmerikse (latin: Podica senegalensis) er en tranefugl, der lever i det subsaharisk Afrika.